# ジョン・フィネガン
ジョン・フィネガン （John Finnegan, 1926年8月18日 - 2012年7月29日 ）は米国の男優。

## プロフィール
1926年、アイルランド系移民の両親のもとに11人兄弟の一人としてニューヨークに生まれた。
第二次世界大戦に従軍後、役者を目指してアクターズ・スタジオで演技を学ぶ。そしてのちに親友となるピーター・フォーク、ジョン・カサヴェテスらと出会った。
彼らの助けでハリウッドを目指しカリフォルニアへ移住。1970年から映画やテレビドラマで主に脇役として活躍するようになった。
後年にはカサヴェテスの監督映画にも出演。フォークの代表作『刑事コロンボ』にも多数のエピソードに出演した。 

## 出演作品

### 映画
- 死を呼ぶスキャンダル - Savage (1973) - マイク
- 燃える超高層ビル / ファイヤー・インフェルノ - Terror on the 40th Floor (1974) - スターク
- こわれゆく女 - A Woman Under the Influence (1974) - クランシー
- チャイニーズ・ブッキーを殺した男 - The Killing of a Chinese Bookie (1976年) - タクシー運転手
- リンドバーグ2世誘拐事件 - The Lindbergh Kidnapping Case (1976) - アーティー
- オープニング・ナイト - Opening Night (1977) - ボビー
- グロリア - Gloria (1980) - フランク
- 刑事マッカロイ / 殺しのリハーサル - Rehearsal for Murder (1982) - デイモン
- ラヴ・ストリームス - Love Streams (1984) - タクシー運転手
- ナチュラル - The Natural (1984) - サム・シンプソン
- ピーター・フォークのビッグ・トラブル - Big Trouble (1986)
- アメリカ物語 - An American Tail (1986年) - ウォーレン・T・ラット〈声の出演〉
- デビルズ・バインダー - Spellbinder (1988) - ジョージ〈ノンクレジット〉
- フィニッシュ・ライン - Finish Line (1989) - パーディホール
- ブルーヒート - The Last of the Finest (1990)
- 愛と哀しみの旅路 - Come See the Paradise (1990) - ブレナン
- JFK - (1991年) - エドワード・ハガーティ判事
- ラスト・アクション・ヒーロー - Last Action Hero (1993) - ウォッチ司令官
- マーズ・アタック! - Mars Attacks! (1996) - 下院議長
- ベガス・バケーション - Vegas Vacation (1997年) - アーティ、フーバーダムガイド
- The Independent - (2000) - ガード

### テレビドラマ
- 警部マクロード - McCloud
  - シーズン3 - The New Mexican Connection (1972) - 探偵
  - シーズン3 - Showdown at the End of the World (1973) - ドアマン
  - シーズン5 - The 42nd Street Cavalry (1974) - ハービー
  - シーズン5 - Return to the Alamo (1975) - ディスク軍曹
  - シーズン7 - McCloud Meets Dracula (1977) - 役員
- 刑事コロンボ - Columbo
  - パイルD-3の壁 - Blueprint for Murder (1972) - カール
  - 断たれた音 - The Most Dangerous Match (1973) - 作業員
  - 毒のある花 - Lovely but Lethal (1973) - ダフィ警部
  - 権力の墓穴 - A Friend in Deed (1973) - ダフィ警部
  - さらば提督 - Last Salute to the Commodore (1976) - 警備員ウォーリー
  - ルーサン警部の犯罪 - Fade in to Murder (1976) - TV局ディレクター
  - ざまされたコロンボ - Columbo Cries Wolf (1989) - クエンティン・コルベット本部長
  - 影なき殺人者 - Columbo and the Murder of a Rock Star (1991) - クエンティン・コルベット本部長
  - 恋に落ちたコロンボ - It's All In The Game (1993) - バーニー
  - 奇妙な助っ人 - Strange Bedfellows (1995) - バーニー
  - 殺意の斬れ味 - A Trace of Murder (1997) - バーニー
  - 虚飾のオープニング・ナイト - Columbo Likes the Nightlife (2003) - ショーン・ジェイビス
- 署長マクミラン - McMillan & Wife シーズン5 Point of Law (1976) - エマーソン
- 事件記者ルー・グラント - Lou Grant (1979) - ティム・バターフィールド
- 宇宙空母ギャラクティカ - Galactica シーズン1 The Night the Cylons Landed (1980) - オフィサー
- 女刑事キャグニー&レイシー - Cagney & Lacey シーズン7 The City is Burning (1987) - スチュワート
- ジェシカおばさんの事件簿 - Murder, She Wrote
  - シーズン6 - Goodbye Charlie (1990) - チャーリー
  - シーズン9 - The Wind Around the Tower (1992) - ダグラス
- ER緊急救命室 - シーズン2 Do One, Teach One, Kill One (1995) - ミッチェル
- CIA:ザ・エージェンシー - The Agency (2000) - ボブ・グラハム